# 蕭淵
蕭淵（1455年—？年），字文靜，山東東昌府堂邑縣人，軍籍，治《春秋》，明朝政治人物。

## 生平
山東鄉試第十五名舉人。弘治三年（1490年）中式庚戌科三甲第一百零九名進士。授南京監察御史，升山西按察司僉事，累官陝西副使，正德十二年（1517年）考察，以年老致仕。

## 家族
曾祖蕭敬；祖父蕭貞，州同知；父蕭瑛，通判。母劉氏。